# Кеннингтон (Кент)
Кеннингтон (англ. Kennington) — пригород Ашфорда в Графстве Кент, Великобритания. Он расположен примерно на милю северо-восточнее центра города и к северу от шоссе M20. В нём находится церковь Девы Марии XII века постройки.

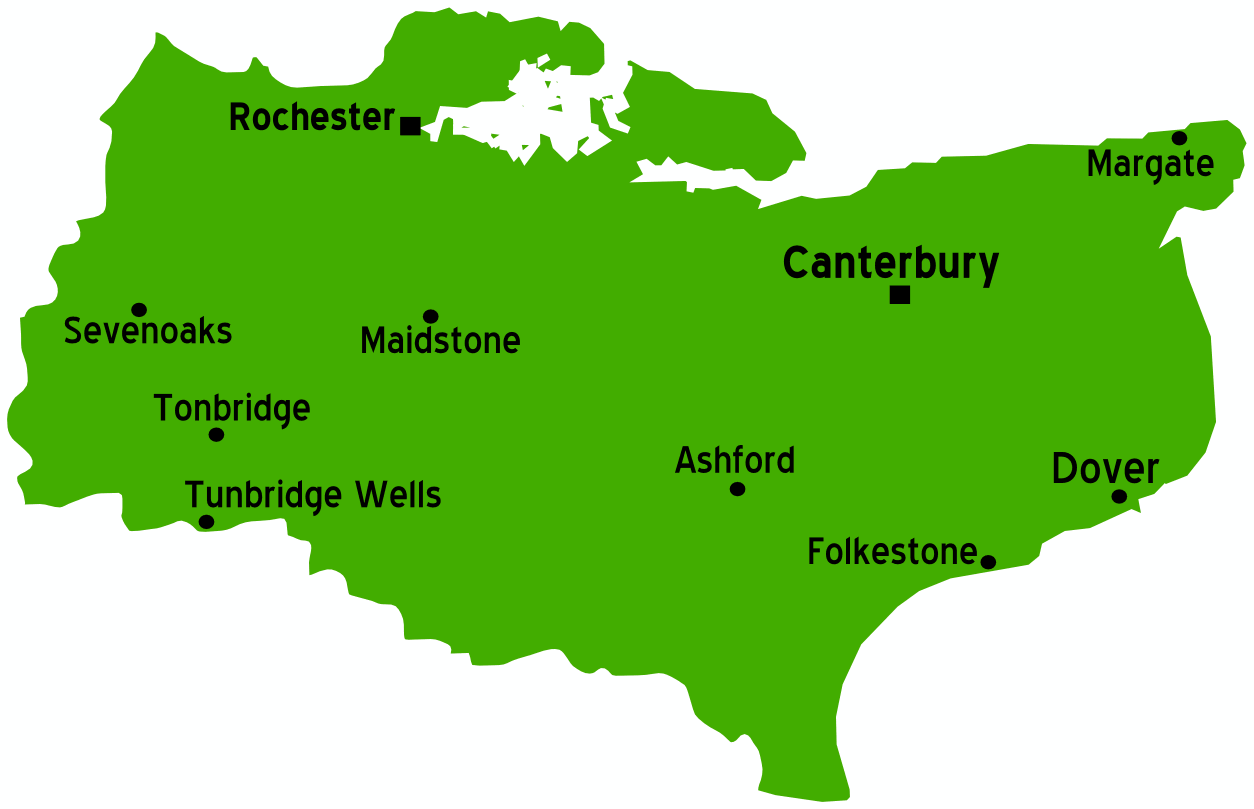
Карта графства Кент

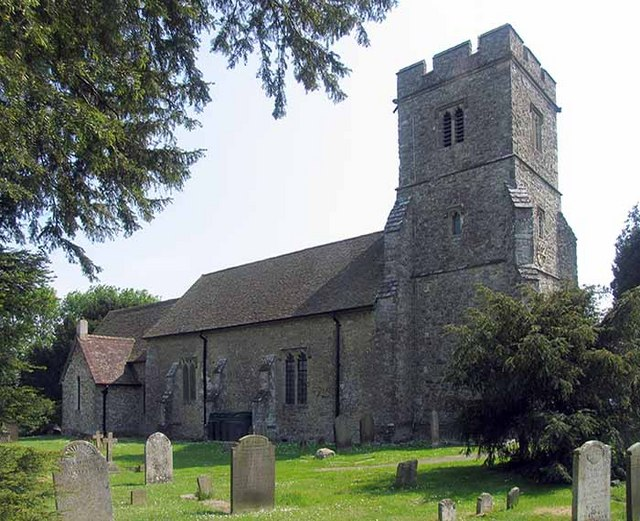
Церковь Девы Марии в Кеннингтоне, Кент.

Через Кеннингтон протекают реки Great Stour river и Kennington Stream.
В Кеннингтоне базируется 1-я Кеннингтонская скаутская группа.
В Кеннингтоне находятся четыре паба: «The Old Mill» (бывший «The Golden Ball»), «The Pilgrims Rest», «The Rose Inn» и «The Pheasant».
Ежеквартальное издание «The Kennington News» доставляется в 5000 домов и также доступно для ознакомления в интернете.

## Школы
В Кеннингтоне есть одна средняя школа The Towers School, местная начальная школа Kennington C of E Primary School и подготовительная школа Downs View Infants school.

## Демография
По переписи 2001 года, местом рождения 93,1 % опрошенных было Объединенное Королевство, 0,6 % — Республика Ирландия, 1,9 % — другие страны Западной Европы, 4,4 % — другие страны. Из опрошенных в возрасте 16-74 43,3 % были заняты на полный рабочий день, 14 % были заняты частично, 10,2 % — индивидуальные предприниматели, 1,9 % безработных, 3,6 % работающих студентов, 4,9 % не работающих студентов, 4,7 % ведущих хозяйство, 13,4 % пенсионеров, 2,6 % не работающих по инвалидности, 1,5 % экономически не активных по другим причинам.
Структура занятости респондентов была такова: 16,1 % были заняты в продаже, 12,1 % — в сфере недвижимости, 10,9 % — в социальной сфере и здравоохранении, 13,8 % — в производстве, 8,4 % — в образовании, 5 % — в финансовой сфере.
Сравнивая с данными по стране в целом, можно отметить, что в регионе довольно много людей заняты в гостиничном и ресторанном бизнесе, и относительно мало — в сельском хозяйстве. 21,6 % опрошенных в возрасте от 16 до 74 лет имеют высшее образование, показатель по стране — 19,9 %.